# Rome Wasn't Built in a Day
Rome Wasn't Built in a Day è un singolo del gruppo musicale britannico Morcheeba, pubblicato il 5 luglio 2000 come primo estratto dal terzo album in studio Fragments of Freedom.

## Descrizione
Il brano musicale, composto da Paul Godfrey e Ross Godrey insieme a Skye Edwards, ha segnato il ritorno dei Morcheeba in una nuova veste dopo un anno di silenzio artistico, il singolo infatti si allontana dal trip hop, genere dalle atmosfere cupe che aveva caratterizzato la cifra stilistica del complesso artistico, per dare spazio a sonorità inedite più spensierate tipiche del pop e del rhythm and blues. 
Il 10 agosto 2001 in un'intervista concessa a MTV, Paul Godfrey a proposito del brano ha affermato:

## Video musicale
Il videoclip del brano musicale, girato a Londra, ha visto la direzione del regista Malcolm Venville ed è stato pubblicato il 24 luglio 2000.

## Tracce
Download digitale, streaming
1. Rome Wasn't Built in a Day – 3:34
2. Frogmarched to Freedom – 4:59
3. In the Hands of the Gods (feat. Biz Markie) (Toumbleweed Gunslinger Mix) – 4:15

## Formazione
- Skye Edwards – voce
- Ross Godfrey – chitarra

### Altri musicisti
- Steve Gordon – basso
- Martin Carling – batteria
- Dan Goldman – piano Rhodes, organo Hammond C3
- Chris White – sassofono tenore, sassofono baritono
- Steve Sidwell – tromba
- Steve Bentley-Klein – violino
- Derek Green – cori
- Paul Jason Fredericks – cori
- Joy Rose – cori
- Dee Lewis – cori

## Classifiche

### Classifiche settimanali
| Classifica (2000) | Posizione più alta |
| ----------------- | ------------------ |
| Australia         | 28                 |
| Belgio (Fiandre)  | 61                 |
| Belgio (Vallonia) | 60                 |
| Brasile           | 54                 |
| Germania          | 70                 |
| Irlanda           | 48                 |
| Italia            | 7                  |
| Nuova Zelanda     | 2                  |
| Paesi Bassi       | 82                 |
| Polonia           | 1                  |
| Regno Unito       | 34                 |
| Repubblica Ceca   | 9                  |
| Scozia            | 24                 |
| Svizzera          | 33                 |

### Classifiche di fine anno
| Classifica (2000) | Posizione |
| ----------------- | --------- |
| Nuova Zelanda     | 13        |